# Circus Santekraam
Circus Santekraam is een dubbel stripverhaal uit de reeks Franka waarvan zowel tekst als afbeeldingen zijn gemaakt door Henk Kuijpers.

## Verhaal - Circus Santekraam
Het album vangt aan met een bezoek dat Franka met Bars aan Luttel brengt. Hierbij loopt ze niets vermoedend imitator John Something Smith voorbij. Hij is een beroemd imitator die in het verleden voor de onderwereld "zwarte donderdag" in gang heeft gezet. Vervolgens is hij met het geld van zijn opdrachtgever op de vlucht geslagen om nooit meer te worden gezien...
Nadat ze haar huurfiets heeft opgehaald, denkt ze bijna dat ze gek is geworden nadat ze een paard heeft horen praten en een stel honden in een mini-auto voorbij ziet scheuren. Ze wordt van de weg afgereden wanneer een buldog besluit de mini-auto te achtervolgen. Nat en wel ontmoet ze Mara. Zij vertelt haar dat het circus van haar familie in de stad is, waardoor alles op zijn plaats valt. Franka wordt meegenomen om zich te kunnen verkleden. Daar aangekomen ziet ze een groot deel van de familie en verkleedt zich in de wagon van Mara. Die laatste legt haar uit dat ze een speciaal kledingsysteem gebruiken waardoor ze minstens 5x zo snel kunnen verkleden dan anderen. Wanneer Franka vraagt wie het systeem heeft verzonnen, valt Mara stil en rijdt de stoet verder naar Luttel waar een feestweek aan de gang is.
De familie weet een groep onwonenden te charteren om mee te helpen de tent op te bouwen. Franka merkt meteen dat het circus geen vetpot is. Ze wordt aan opa Santekraam voorgesteld die haar eerder heeft gefopt met het pratende paard. Terwijl ze allemaal lol hebben vertrekt een jongen, met als cadeau een kaartje voor de voorstelling, vanuit de groep die vervolgens de imitator blijkt te zijn. In zijn plan zijn nog 2 kaartjes nodig. Hij blijkt terug te denken aan Mara. Hij vermomt zich als opa Santekraam en geeft de bankdirecteur het circuskaartje dat hij zojuist heeft verdiend. Op het bureau van de directeur ligt een document over geldtransport.
Franka wandelt inmiddels over de markt waar een kermis aanwezig is en loop daar de nep-opa tegen het lijf. Ze zet de achtervolging in, maar wordt daarbij omver gereden. Ze loopt daardoor wel Furora en Fanny tegen het lijf. Zij blijken Mara te volgen vanwege haar contacten met een grote zwendelaar die mensen imiteert. Terug in de circustent vraagt Franka zich af wat er mis kan zijn met Mara.
In de aanloop van de avondvoorstelling neemt de spanning van Mara toe, vlak daarna verliest ze even haar geduld, maar herpakt zich op tijd. De show start met de presentatie van Mara die bruut door het optreden van de clown wordt onderbroken. Nadat haar onderdeel is afgerond, schrikt Mara van een over enthousiaste brandweerman backstage. Terwijl de clown door de honden de ring uit wordt gewerkt, is Mara reeds klaar voor de hondenshow. De voorstelling gaat door met een paardenact met Ella en Bella, fietsacrobatie en trapeze. De pauze start.
Franka ziet een dubbelganger van de eerdere brandweerman en licht Furora en Fanny in. Hiermee gooit ze de plannen in de war. De dubbelganger is John Something Smith en is juist gekomen om de zwendel op te heffen. Hij vertelt op zijn beurt wat er na zijn vlucht is gebeurd. In 1929 gooide hij de auto van een klif en trok zich terug tot in 1932 Cesar Centime tegen werd aangehouden. Om zijn gemaakte fouten van de crisis te herstellen. Door imitaties van onder andere Roosevelt en Churchill hielp hij de samenleving weer in actie. Mara valt flauw en zo blijkt, om tijd te rekken. Het doek is bijna gevallen!
John wijst de gravin aan als meest waarschijnlijke persoon om geïmiteerd te worden. Zij zit dicht bij de bankdirecteur en is alleen gekomen. De show moet verder en na een indianennummer, staat Franka doodsangsten uit als ze als doelwit dient tijdens het messennummer op een draaiende plaat. Furora en Fanny bellen landgoed de Weelde en bevestigen dat de gravin inderdaad thuis is. Alexander wordt in de ring geramd door Mara in een auto en mist daardoor Franka op een haartje met zijn net geworpen mes. Door de draaiende schijf ervaart Franka alles nu als in een roes. Ze ziet de gravin bij Mara instappen, terwijl Furora en Fanny haar van de plaat losmaken. Pas op de kermis stopt alles met draaien en bevindt ze zich in een auto met de twee zussen. Na nipt een trein te hebben gemist vliegen Mara en de nep-gravin uit de bocht. Bij de crash aangekomen blijken beiden ongedeerd en eist Franka uitleg.
Vincent, de vriend van Mara, kwam bij het circus werken en stuurde een filmpje van zichzelf naar John Something Smith. Hij werd daarmee zijn enige leerling. Vincent zag alle rijkdom en wilde meer voor hen beiden en het circus. John ontdekt dat en schakelde Furora en Fanny in die Mara als spoor gebruikten. Het plan van Vincent was erop ingesteld tijdens de voorstelling de bankdirecteur te kunnen observeren om als zijn imitatie de opbrengst van de paardenmarkt te kunnen opstrijken. De honden hadden zijn geur herkend waardoor Mara wist dat hij er was, maar niet waar of wie. Nadat Mara wist wie hij was, stal ze de sleutels van Fanny en besloot het erop te wagen en te vluchten.
Franka schakelt Linda Larens in om John Something Smith, Vincent te laten lanceren als opvolger. De publiciteit neemt toe en de voorstellingen raken snel uitverkocht!

## Cast - Circus Santekraam
Met naam genoemde karakters in volgorde van opkomst:
- Franka - Secretaresse
- Bars - De kleine buldog van Franka
- John Something Smith - Een onovertroffen meester in vermommingen
- Lola Pianola - Een medekandidaat van John tijdens een talentenjacht
- Cesar Centime - Een schimmig karakter uit de onderwereld
- John Pierpont Hooligan - Geïmiteerd econoom
- Poundwise - Geïmiteerd econoom
- Mara Santekraam - Dessuurleidster van de Hondenshow onder de naam Mara Santara
- Alexander Santekraam - Circusdirecteur en Santo de clown en Black Mack de messenwerper
- Ella en Bella Santekraam - Trapeze tweeling onder de naam Ella en Bella Santella
- Mevrouw Santekraam - Moeder van Mara, Ella en Bella en vrouw van Alexander
- Sultan en Vedette - Honden uit de show van Mara
- Opa Santekraam - De buikspreker
- Furora - Zigeuner waarzegster en zus van Fanny
- Fanny - Zigeuner vuurvreetster en zus van Furora
- Welmoed Victoria, Gravin de Weelde van Wellingen - De eigenaresse van landgoed de Weelde in Luttel
- Franklin Delano Roosevelt - Geïmiteerd president
- Winston Churchill - Geïmiteerd premier
- Vincent - Enige leerling van imitator John Something Smith
- Linda Larens - televisie journaliste
- Kuifje, Robbedoes, Eppo - imitaties van John Something Smith

## Locaties - Circus Santekraam
- Luttel
- New York

## Verhaal - Dierendag
Het album start op de dag vóór dierendag, in de binnenstad van Groterdam, terwijl Franka in een dierenwinkel een grote groep schuwe angstige dieren aantreft. De stomdronken eigenaar komt van achter de winkel in en behandelt haar zeer onbeleefd. Ze ontmoet de buurman van de dierenwinkel die haar vertelt dat het doorgaans een goede winkel is, maar dat in slechte periodes drank de overhand heeft en daarbij de dieren het moeten ontgelden. Hij merkt daarbij op dat zulke mensen toch eens meer last van hun geweten moet krijgen.
Franka bespiedt de man tot hij bezopen op de bank in slaap valt. Tijdens een heftige nachtmerrie komen een groep Afrikaanse dieren wraak nemen voor zijn gedrag in de dierenwinkel en geven hem zo gezegd een laatste kans. Bang en vol berouw belandt de man vervolgens in de dierenwinkel terwijl Franka de ballonnen in de slaapkamer lek prikt.
De volgende dag loopt Franka wederom langs de winkel en zijn alle dieren weer vrolijk. De buurman merkt op dat de situatie ineens is veranderd en dat hij waarschijnlijk de vorige avond herrie bij zijn buurman heeft gedroomd en ook geen meisje uit het raam heeft zien klimmen.

## Cast - Dierendag
Met naam genoemde karakters in volgorde van opkomst:
- Franka - Secretaresse
- Bars - De kleine buldog van Franka

## Locaties - Dierendag
- Groterdam

## Achtergrond
Het scenario van het verhaal Circus Santekraam baseerde Kuijpers op het kortverhaal Talentenjacht, dat hij in 1974 tekende in het tijdschrift Baberiba.